# Muralles de Gandia
Les muralles de Gandia, encara que pràcticament desaparegudes gairebé íntegrament, les seues restes estan catalogades com a bé d'interès cultural, segons consta a la Direcció General de Patrimoni Cultural de la Conselleria de Turisme, Cultura i Esport de la Generalitat Valenciana, amb número d'anotació ministerial: RI-51-0010759 i data d'anotació 24 d'abril 2002.
En la documentació històrica consta que Gandia era una vila de nova planta protegida per unes muralles, les quals van ser iniciades en 1255, amb els 3.000 sous que el rei Jaume I d'Aragó recaptar per a la construcció, que va ser finalment acabada quan l'any 1308, Jaume II d'Aragó va concedir una excepció en el pagament d'impostos per concloure l'obra de fortificació. El traçat d'aquest primer recinte emmurallat (construït seguint la tècnica de tàpia), era aproximadament rectangular i estava envoltat per un fossat, amb torres de plantes quadrada i rectangular en els angles.

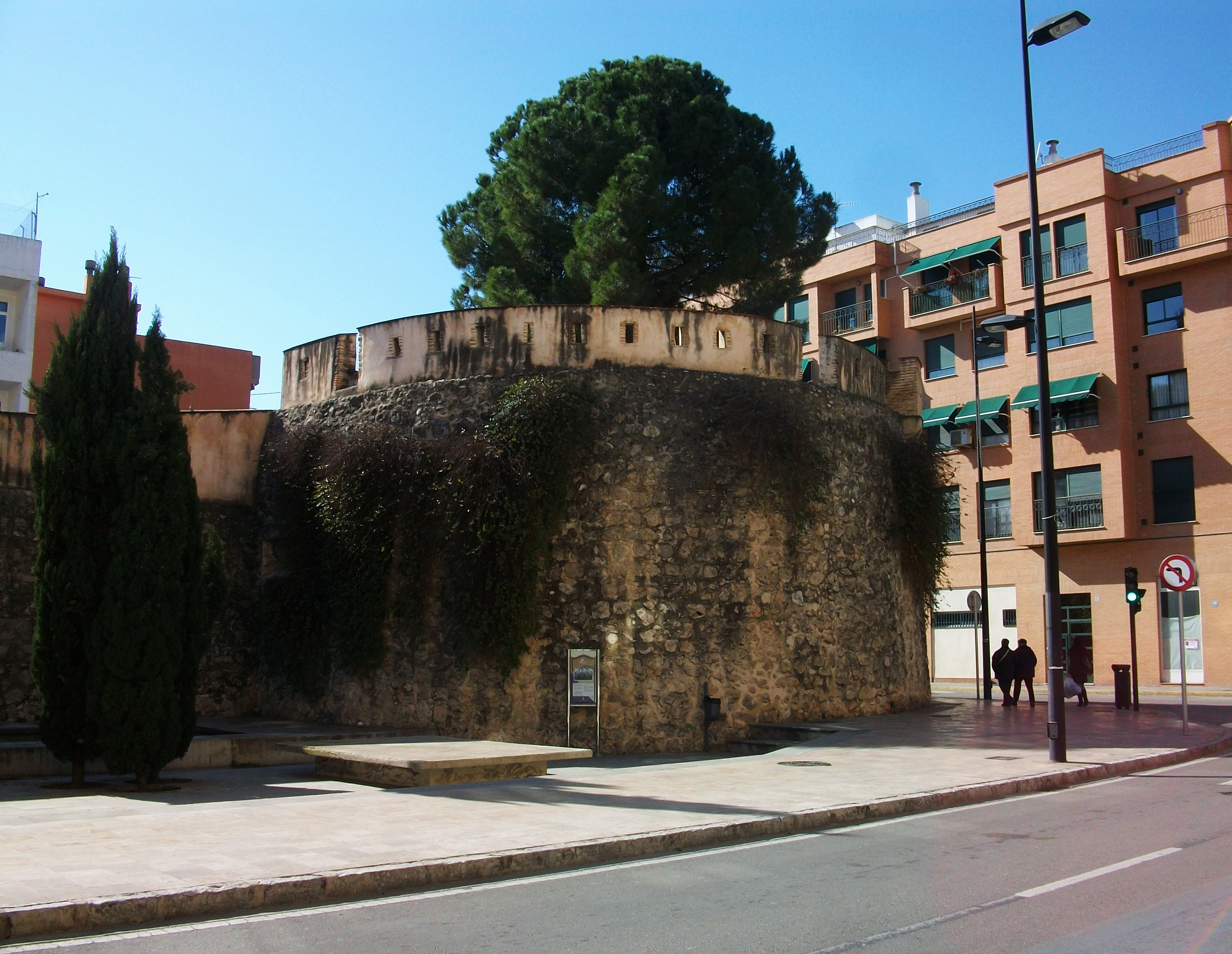
El Torrelló del Pi de les muralles de Gandia

El segon recinte emmurallat es va iniciar en 1543, amb l'expansió de la ciutat. Va ser obra del quart Duc de Gandia, i hi ha constància documental de la seva finalització a 1564. Els murs d'aquesta nova muralla es realitzen amb carreus units amb morter de calç, amb coronament de merlets i situant a les cantonades torres atalussades de planta circular, de les que avui dia queden encara, entre elles l'anomenat Torrassa del Pi.
La torrassa es troba al carrer Sant Rafael, i a la part posterior es troba actualment al pati de les Escoles Pies. També es conserva la Torreta del carrer de Pérez Cullá.
Cap al 1880, aquestes muralles són parcialment enderrocades o utilitzades com a part de noves construccions (per exemple al carrer Germana Carmelita Rita), queden cobertes per elles. al centre històric de Gandia es troben encara trossos de l'antiga muralla com per exemple al carrer Pérez de Cullá.
L'any 1997, durant la construcció de l'aparcament subterrani a la cruïlla entre el passeig i el carrer Sant Duc, es van trobar més de restes de ceràmica, restes de l'antiga muralla, que s'estenen per tota la plaça a l'esquerra de la rampa de l'aparcament. No és possible visitar aquestes restes arqueològiques, encara que poden veure en un lateral de la rampa de l'aparcament.